# Cantonul Hagetmau
Cantonul Hagetmau este un canton din arondismentul Mont-de-Marsan, departamentul Landes, regiunea Aquitania, Franța.

## Comune
| Comune                 | Populație (1999) | Cod poștal | Cod INSEE |
| ---------------------- | ---------------- | ---------- | --------- |
| Aubagnan               | 235              | 40700      | 40016     |
| Castelner              | 134              | 40700      | 40073     |
| Cazalis                | 137              | 40700      | 40079     |
| Hagetmau               | 4 549            | 40700      | 40119     |
| Horsarrieu             | 628              | 40700      | 40128     |
| Labastide-Chalosse     | 122              | 40700      | 40130     |
| Lacrabe                | 236              | 40700      | 40138     |
| Mant                   | 279              | 40700      | 40172     |
| Momuy                  | 435              | 40700      | 40188     |
| Monget                 | 75               | 40700      | 40189     |
| Monségur               | 360              | 40700      | 40190     |
| Morganx                | 175              | 40700      | 40198     |
| Peyre                  | 194              | 40700      | 40223     |
| Poudenx                | 202              | 40700      | 40232     |
| Sainte-Colombe         | 608              | 40700      | 40252     |
| Saint-Cricq-Chalosse   | 613              | 40700      | 40253     |
| Serres-Gaston          | 355              | 40700      | 40298     |
| Serreslous-et-Arribans | 208              | 40700      | 40299     |